# Tomten, jag vill ha en riktig jul (EP)
Tomten jag vill ha en riktig jul är en EP av gruppen Peaches som kom ut i november år 2002.

## Låtlista
1. Tomten, jag vill ha en riktig jul
2. Kul i jul
3. Jag såg mamma kyssa tomten (I Saw Mommy Kissing Santa Claus)
4. Tomten kommer snart
5. Rosa helikopter (Julmix)